# Suzuki Shota (1996)
Suzuki Shota (sinh ngày 21 tháng 11 năm 1996) là một cầu thủ bóng đá người Nhật Bản.

## Sự nghiệp câu lạc bộ
Suzuki Shota hiện đang chơi cho Fujieda MYFC.